# Pont-de-Barret
Pont-de-Barret è un comune francese di 603 abitanti situato nel dipartimento della Drôme della regione dell'Alvernia-Rodano-Alpi.

## Società

### Evoluzione demografica
Abitanti censiti